# Irlelo (Ort)
Irlelo ist ein osttimoresischer Ort im Suco Guiço (Verwaltungsamt Loes, Gemeinde Liquiçá). 

## Geographie
Irlelo liegt im Süden der Aldeia Irlelo, in einer Meereshöhe von 42 m. Der Nordteil der Siedlung dehnt sich entlang der sich hier kreuzenden Überlandstraßen aus, während der Südteil aus Straßen besteht, die in Rechtecke geformt sind. Nach Osten führt die Überlandstraße nach Raimeda, nach Norden nach Vatu-Vei und nach Westen nach Tapomanulu.
Im Dorf Irlelo befinden sich der Sitz des Sucos, ein Hospital und eine Grundschule.

## Geschichte
Indonesien marschierte 1975 in Osttimor ein und hielt es bis 1999 besetzt. Ende 1979 gab es in Irlelo ein sogenanntes Transit Camp, in dem die Besatzer osttimoresische Zivilisten internierten.